# حيدر أباد (فسا)
حيدر أباد (بالفارسية: حیدرآباد) هي قرية تقع في Jangal Rural District في إيران. يقدر عدد سكانها بـ 141 نسمة.